# Captain Comet
Captain Comet ist der Titel einer Reihe von Comicveröffentlichungen die der US-amerikanische Verlag DC-Comics seit 1951 herausgibt.
Die Geschichten der Reihe, die von den Abenteuern eines futuristischen Weltraumabenteurers gleichen Namens handeln, sind im Science-Fiction-Genre angesiedelt.

## Veröffentlichungsdaten
Die erste Captain-Comet-Geschichte erschien im Juni 1951 in der Ausgabe #9 der, von Julius Schwartz edierten, Serie Strange Adventures, einer Anthologie, die in jeder Ausgabe mehrere Science-Fiction-Geschichten brachte. Autor dieser ersten Geschichte um Captain Comet, und geistiger Vater der Figur war der Schriftsteller John Broome, die Zeichnungen wurden von dem Künstler Carmine Infantino besorgt. Infantinos Entwürfe für das visuelle Erscheinungsbild Comets sind dabei bis heute gültig geblieben. Unter den späteren Zeichnern der Captain-Comet-Geschichten in Strange Adventures ist vor allem Murphy Anderson hervorzuheben, der nach Infantinos Abgang den Großteil von Broomes Skripten umsetzte.
Innerhalb von Strange Adventures erschienen Captain-Comet-Geschichten als eines von mehreren Featuren bis zur Ausgabe #49 aus dem Jahr 1954. In den 1970er Jahren wurden weitere Geschichten um den Charakter in Secret Society of Super Villains veröffentlicht, bevor er in den 1980er und 1990er Jahren als einer von mehreren lead-Charakteren in die Serie L.E.G.I.O.N. eingebaut wurde. In jüngerer Vergangenheit wurde zudem eine Miniserie unter dem Titel Mystery in Space veröffentlicht, die ein modernes Abenteuer Comets erzählt.

## Handlung und Hauptfigur
Captain Comet ist der Spitzname von Adam Blake, einem Mann der aufgrund von genetischen Mutationen dem Rest der Menschheit evolutionär um 100,000 Jahre voraus ist. Infolge seines genetischen Vorsprungs ist Blake weitaus intelligenter und physisch leistungsfähiger als andere Menschen, verfügt er über die Fähigkeit „Hellzusehen“ und Objekte mittels Psychokinese, also kraft seines Geistes, zu bewegen. Seinen „Einsatznamen“ verdankte Blake dabei dem Umstand, dass unmittelbar nach seiner Geburt ein Komet am Firmament vorbeizog, den sein Freund Professor Emery Zackro in späteren Geschichten für die Ingangsetzung der Mutation von Blakes Genen verantwortlich machte. Hierbei wurden vor allem die – in den 1950er Jahren typischerweise völlig überschätzten – Auswirkungen der ionisierenden Strahlung (wie sie von Kometen ausgeht) als Grund angeführt.
Die Gegner, mit denen Comet, der üblicherweise einen futuristischen Weltraumanzug trägt, sich in den 1950er Jahren überwiegend herumschlagen musste, waren vor allem Kriminelle, außerirdische Invasoren und sprechende Gorillas.